# Erik Ahrens
Erik Ahrens (* 1994) ist ein rechtsextremer Influencer und Aktivist. Er wurde teilweise als „Kopf“ der TikTok-Offensive der AfD gesehen und hat die Social-Media-Strategie der AfD mit aufgebaut. Schlagzeilen machte er besonders mit seinen abstrusen Aussagen zur Rassentheorie, Sympathie zur SS und dem öffentlich geäußerten Wunsch, der nächste „Führer“ von Deutschland werden zu wollen.

## Leben und Wirken
Ahrens, der griechischer Herkunft ist, studierte Englisch und Spanisch auf das Lehramt an der Goethe-Universität in Frankfurt am Main. Nachdem er zuerst in einer politisch linksgerichteten Gruppierung aktiv gewesen war, brachte er sich später in politisch rechten Organisationen ein und gründete selbst die sogenannte GegenUni, welche vom Stern als „rechtsextremes Propagandainstitut“ bezeichnet wurde. Ahrens betrieb außerdem das rechte Online-Magazin „Konflikt“. Er soll eine zentrale Rolle in der suprematistischen Human Diversity Foundation (HDF) einnehmen und war an dem Aufbau der Plattform Blitzwissen beteiligt, die Kurzzusammenfassungen rechter und rechtsextremer Literatur vertreibt.
In jüngster Zeit wurde Ahrens vor allem als Berater der AfD und speziell von Maximilian Krah bekannt. Erik Ahrens gilt im rechten Umfeld als Experte für soziale Medien, vor allem für TikTok. Seine Strategien hängen maßgeblich mit dem Erfolg der AfD in den sozialen Netzwerken zusammen, von ihm mitentwickelte Videos erhielten teilweise Millionenaufrufe. Ahrens war auch beim Treffen von Rechtsextremisten in Potsdam im Jahr 2023 anwesend.
Ab November 2023 wurde Ahrens in eine verdeckte Recherche verwickelt, die im Oktober 2024 öffentlich gemacht wurde. In einem geheim aufgenommenen Video erklärte er während eines Treffens in Athen, dass er plane, eine populistische Bewegung in Deutschland anzuführen, ähnlich wie Donald Trump in den USA. Ahrens zeigte dabei Sympathien für faschistische Ideologien und verglich seine geplante Eliteorganisation mit der SS. Die Undercover-Aktion, die von der Organisation Hope Not Hate und mehreren Medien, darunter Der Standard und Der Spiegel, durchgeführt wurde, deckte auf, dass Ahrens Verbindungen zu rechtsextremen und eugenischen Netzwerken in Europa und den USA pflegt. Zudem soll er finanzielle Unterstützung von einem US-Multimillionär erhalten haben.
Ahrens’ Pläne umfassen den Aufbau eines internationalen Netzwerks sowie die Schaffung einer Eliteorganisation mit physischen und ideologischen Anforderungen. Von diesen Plänen distanzierte sich Ahrens nach einiger Zeit wieder weitgehend.

## Konflikte mit Vertretern der Neuen Rechten
Ahrens befindet sich mit zahlreichen Vertretern der Neuen Rechten in Konflikt. Die AfD beendete im Laufe des Jahres 2024 ihre Zusammenarbeit mit ihm und wesentliche Akteure der Neuen Rechten wie Martin Sellner und Götz Kubitschek gingen zu ihm auf Distanz. Bei Kubitscheks Verlag Antaios, in dem er 2021 ein Buch veröffentlicht hatte, soll er Hausverbot haben. Hintergrund dieser Entwicklung sollen seine öffentlich geäußerten und immer fanatischeren Thesen, speziell zur Rassenlehre, sein. Die AfD distanzierte sich auch von Ahrens, als dieser zugab, unpolitische Videos von tanzenden jungen Frauen zur AfD-Wahlwerbung umgeschnitten und neu hochgeladen zu haben. Ahrens soll seither an dem Aufbau eines eigenen internationalen „Rassisten-Netzwerks“ arbeiten, in dem er sich als Führer sieht.
Anfang Februar 2025 behauptete Ahrens in einem Video auf seinem YouTube-Kanal, dass Kubitschek und der orthodoxe Abt Johannes von Buchhagen (bürgerlich: Johannes Pfeiffer) versucht hätten, ihn unter ihre Kontrolle zu bringen und letzterer einen „deindustrialisierten mitteldeutschen […], im besten Fall feudal[en]“ Agrarstaat anstrebe. Auch drohte Ahrens Kubitschek damit, weitere private Informationen über diesen zu veröffentlichen, falls er gegen ihn vorgehen solle. Teile seiner Aussagen über Kubitscheks Verbindung zu Pfeiffers Deutschem Orthodoxen Dreifaltigkeitskloster Buchhagen wurden wenige Wochen später in einer Reportage des Spiegels thematisiert.
Anders als viele andere deutsche Rechte positioniert sich Ahrens beim Russisch-Ukrainischen Krieg entschieden gegen Russland. Den Compact-Chefredakteur Jürgen Elsässer bezeichnet er (wegen dessen prorussischen Positionen) als „Volksverräter“. Auch mit dem früher von ihm unterstützten Maximilian Krah, der laut Ahrens „bestechlich“ und „kokainsüchtig“ sei, steht er seit Ende März 2025 in Konflikt. Auch warf Ahrens Krah vor, Schläger auf ihn gehetzt zu haben, legte dafür allerdings keine Beweise vor. Auf Nachfrage von N-tv bestritt Krah Ahrens’ Vorwürfe und gab an, ihn anzeigen zu wollen, sobald dieser eine Zustelladresse habe.

## Rezeption
Auch in Medien außerhalb Deutschlands, wie in The Irish Times, wird Ahrens als „Guru“ wahrgenommen, der der Alternative für Deutschland zeige, wie man soziale Medien nutzt, um Stimmen zu gewinnen und junge Menschen zu beeinflussen. Sie führen den Erfolg der rechtsextremen Partei bei den jüngsten deutschen Landtagswahlen auch auf ihre Social-Media-Strategie zurück, die er maßgeblich beeinflusst hat. Ahrens’ größte Errungenschaft in den letzten zwei Jahren sei es gewesen, „die Sichtbarkeit der AfD unter jungen Wählern mit schnellen, provokativen und emotionalen TikTok-Inhalten zu steigern“.

## Schriften
- mit Bruno Wolters: Postliberal. Ein Entwurf (= Kaplaken. Band 74). Verlag Antaios, Schnellroda 2021, ISBN 978-3-949041-74-7.